# Koti, Novo Mesto
Koti este o localitate din comuna Novo mesto, Slovenia, cu o populație de 11 locuitori.